# 작은아시아대꼬리박쥐
작은아시아대꼬리박쥐 또는 작은아시아칼집꼬리박쥐(Emballonura alecto)는 대꼬리박쥐과에 속하는 박쥐의 일종이다. 보르네오섬(브루나이와 인도네시아, 말레이시아)과 술라웨시섬 그리고 필리핀에서 발견된다.